# Renganaden Padayachy
Renganaden Padayachy est un banquier et un homme politique mauricien, ministre des finances et du développement économique depuis le 12 novembre 2019.